# Operatie Sneeuwvlok

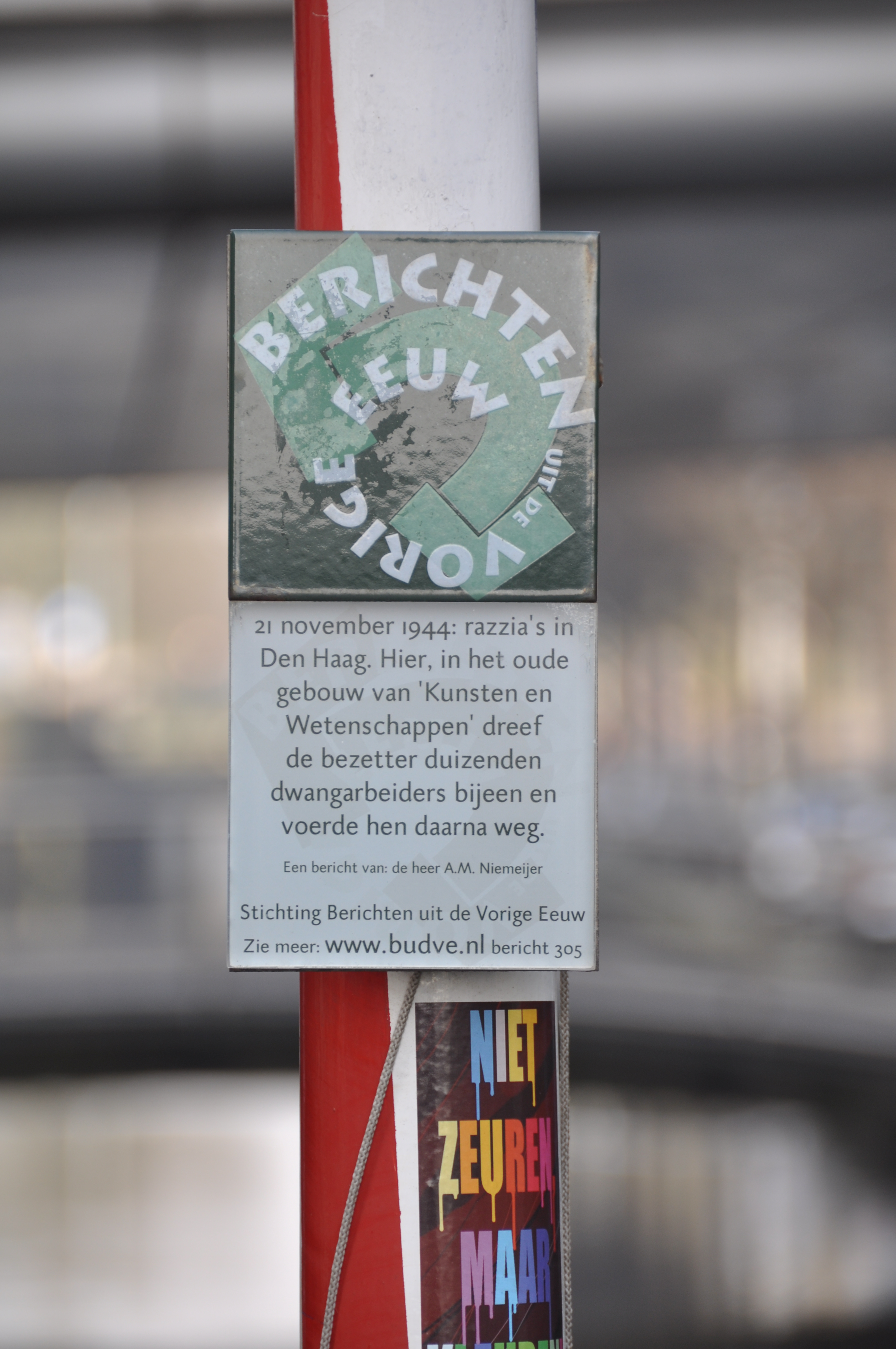
Bordje bij (DSB 362) Trambrug van de HTM

Operatie Sneeuwvlok is de codenaam van een Duitse razzia die op 21 november 1944 in de Nederlandse steden Den Haag, Rijswijk (Zuid-Holland) en Voorburg plaatsvond.
Tien dagen na de razzia van Rotterdam, waarbij 52.000 mannen waren opgepakt, was Den Haag als tweede grote stad in het westen van Nederland aan de beurt. Alle bruikbare mannen in de leeftijd van 17 tot en met 40 jaar werden opgezocht voor de Arbeitseinsatz. Aangezien de razzia van Rotterdam al was geweest, waren mannen in andere steden meer op hun hoede, ze hadden goede verstopplaatsen georganiseerd en velen waren ondergedoken.
In de vroege ochtenduren van 21 november verschenen de eerste Duitse soldaten in het straatbeeld. Straten werden afgesloten en huizen werden doorzocht.
De mannen werden verzameld in het K&W gebouw aan de Zwarteweg, in de Haagse Dierentuin en in het Gymnasium Haganum. Ook politieagenten, brandweerlieden en mensen met werkontheffing werden opgepakt.
Vandaar moesten de mannen te voet naar het Slachthuisplein aan de Laakhaven. Daar werden ze in rijnaken gepropt en via het IJsselmeer naar Kampen gebracht, waarna ze in de Van Heutszkazerne werden ondergebracht. Vandaar werden ze naar verschillende kampen in Duitsland vervoerd.
Ongeveer 3.000 Nederlandse dwangarbeiders kwamen in Kamp Rees terecht. Tussen december 1944 en eind maart 1945 overleed 10% van deze mannen.

## Monument
Om deze 13.000 dwangarbeiders uit Den Haag te herdenken, werd op 1 november 1999 het monument Dwangarbeiders onthuld op de plaats waar vroeger de Haagse dierentuin stond en tegenwoordig het Provinciehuis.

## Andere razzia's
Den Haag had eerder te maken gehad met kleinere razzia's.
- Op 11 juni 1941 was de eerste razzia op joden in Den Haag.
- Op 16 mei 1944 was een razzia waar speciaal Roma's en Sinti's gezocht werden. Zij werden naar kamp Westerbork afgevoerd. De meesten kwamen niet terug.

- Gemeinsame Normdatei: 4822758-4